# Constante de von Kármán
En dinámica de fluidos, la constante de von Kármán (constante de Kármán) es una constante adimensional que obedece a una distribución logarítmica que describe la distribución de la velocidad longitudinal en la dirección perpendicular a la pared de un flujo turbulento cerca de la capa límite bajo condición antideslizante.

## Etimología
La constante de von Kármán es llamada así en honor al físico húngaro Theodore von Kármán.

## Descripción
La ecuación para dichos perfiles de flujo de capa límite es:
| Símbolo                    | Nombre | Unidad  | Fórmula                                                       |
| -------------------------- | --- | ------- | ------------------------------------------------------------- |
| {\displaystyle u}          | Velocidad media del flujo a una distancia z por encima de la capa límite                                                          | m / s   |                                                               |
| {\displaystyle u_{\star }} | Velocidad de fricción, la cual depende del esfuerzo cortante τw en el límite del flujo                                            | m / s   | {\displaystyle u_{\star }={\sqrt {\frac {\tau _{w}}{\rho }}}} |
| {\displaystyle \rho }      | Densidad del fluido | kg / m3 |                                                               |
| {\displaystyle \tau _{w}}  | Esfuerzo de corte en el borde del flujo                                                                                           | Pa      |                                                               |
| {\displaystyle z_{0}}      | Altura de la rugosidad, también conocida como longitud de rugosidad, z0 es donde la velocidad {\displaystyle u} es próxima a cero | m       |                                                               |
| {\displaystyle \kappa }    | Constante de von Kármán que, típicamente, suele ser igual a 0.41                                                                  |         |                                                               |

La constante de von Kármán es, a menudo, utilizada en modelamiento turbulento, por ejemplo, en meteorología de capa límite para calcular los flujos de momento, calor y humedad desde la atmósfera hacia la superficie de la tierra. Se considera ser un universal (κ ≈ 0.40).
Sin embargo, Gaudio, Miglio y Dey argumentan que la constante de von Kármán no es universal en flujos sobre camas de sedimentos móviles.
En años recientes, la constante de von Kármán ha estado sujeta a escrutinio periódico. Revisiones (Foken, 2006; Hogstrom, 1998; Hogstrom, 1996), valores reportados de κ entre 0.35 y 0.42. La conclusión, en general, de sobre 18 estudios es que κ es constante, cercano a 0.40.